# الدروبية كبيرة
الدروبية كبيرة قرية سوريّة تتبع إداريّاً لمحافظة حلب منطقة منبج ناحية خفسة، بلغ تعداد سكانها (489) نسمة حسب التعداد السكاني لعام 2004.